# Sveriges Essäfonds pris
Sveriges Essäfonds pris var ett svenskt litterärt pris på 5 000 kronor. Priset instiftades år 2003 av Föreningen för Sveriges kulturtidskrifter (FSK).
Efter problem med att de flesta nominerade essäerna kom från samma tidskrifter lades priset på is 2007 och har inte delats ut sedan dess.

## Pristagare
- 2003 – Karolina Ramqvist
- 2004 – Sara Stridsberg
- 2005 – Mustafa Can
- 2006 – Inget pris utdelades
- 2007 – Håkan Sandell

### Fotnoter
1. 1 2  ”Varför tar sig inte essäpriset?”. Tidskrift.nu. http://www.tidskrift.nu/artikel.php?Id=5466. Läst 9 juni 2012.